# Massimo Marchiori
Massimo Marchiori, né le 23 novembre 1970 à Padoue en Italie, est un mathématicien informaticien et universitaire italien dont les travaux ont grandement contribué au développement du World Wide Web.

## Biographie
Diplômé en mathématiques de l'université de Padoue, Massimo Marchiori est professeur à l'université « Ca' Foscari » de Venise de 2000 à 2008. Depuis 2006, il est professeur en sciences de l'informatique à l'université de Padoue, où il enseigne le « Basi di dati e Sistemi Informativi 2 » (bases de données et systèmes d'information 2), « Reti di Elaboratori » (réseaux informatiques) et « Tecnologie web  » (technologies du Web). Il est également chercheur au CSAIL (Computer Science and Artificial Intelligence Laboratory) du MIT (Massachusetts Institute of Technology) et au World Wide Web Consortium. Il fait partie du comité de gestion d’Atomium Culture.
Ce qui l'a rendu célèbre est son algorithme Hyper Search (en), présenté en 1996 en Californie, qui a inspiré le classement des pages web dans l'index de Google grâce auquel les résultats ne sont pas seulement basés sur un simple page rank mais aussi sur les relations entre les pages uniques et le reste du Web. D'ailleurs, les cofondateurs de Google Larry Page et Sergey Brin ont cité HyperSearch quand ils ont présenté PageRank.
Il est l'un des coauteurs du standard mondial pour la vie privée sur le Web, le P3P.
Marchiori est aussi l'un des auteurs du Web Ontology Language (OWL).
En juin 2004, il a reçu le prix TR100 décerné par la Technology Review (qui récompense les 100 meilleurs chercheurs du monde).

## Publications
- Web Reasoning and Rule Systems: First International Conference, RR 2007, Innsbruck, Austria, June 7-8, 2007, Proceedings (Lecture Notes in Computer ... Applications, incl. Internet/Web, and HCI), 382 pages, Springer, 2007  (ISBN 3-54072-981-X)